# Bathyphantes pallidus
Bathyphantes pallidus is een spinnensoort in de taxonomische indeling van de hangmatspinnen (Linyphiidae).
Het dier behoort tot het geslacht Bathyphantes. De wetenschappelijke naam van de soort (met de spelling pallida) werd voor het eerst geldig gepubliceerd in 1892 door Nathan Banks.